# Þingvallavatn
Þingvallavatn (Thingvallavatn) je jezero na jihozápadě Islandu, největší na ostrově. Má rozlohu 82,6 km² a dosahuje maximální hloubky 114 m. Leží v nadmořské výšce 103 m v tektonické propadlině uprostřed vulkanického plató.

## Ostrovy
Nacházejí se na něm vulkanické ostrovy.

## Vodní režim
Z jezera odtéká řeka Sog (povodí Atlantského oceánu).

## Využití
Na jezeře je rozvinuté rybářství (pstruh, losos). Na severním břehu se rozkládá národní park Þingvellir. Na řece Sog je kaskáda hydroelektráren, které zásobují energií hlavní město Reykjavík.